# Apolo Ohno
Apolo Anton Ohno (* 22. května 1982 Seattle) je bývalý americký reprezentant v short tracku, který získal osm olympijských medailí. Po otci je japonského původu.
Už ve čtrnácti letech se stal seniorským mistrem USA na 1500 m, v roce 1999 vyhrál víceboj na mistrovství světa juniorů v short tracku a ve stejném roce vyhrál jako nejmladší v historii vyhrál závod Světového poháru. Na mistrovství světa v short tracku 2001 vyhrál závod na 1500 m a štafetu, na Zimních olympijských hrách 2002 v Salt Lake City získal zlato na 1500 m (poté, co byl první v cíli Jihokorejec Kim Dong-sung diskvalifikován pro křížení trati) a stříbro na 1000 m. Jeho úspěch vzbudil velký mediální ohlas a pomohl k popularizaci rychlobruslení na krátké dráze v USA. Na další olympiádě v Turíně vyhrál na 500 m a byl třetí na 1000 m a ve štafetě, na olympiádě 2010 skončil druhý na 1500 m a třetí na kilometru a ve štafetě. Kromě toho získal osm titulů mistra světa (na mistrovství světa v short tracku 2008 vyhrál víceboj) a v roce 2008 vyhrál s americkým týmem mistrovství světa v short tracku družstev, celkovou klasifikaci Světového poháru vyhrál v letech 2001, 2003 a 2005.
Po ukončení závodní kariéry založil vlastní firmu na výživové doplňky 8 Zone a nadaci propagující zdravý způsob života. Vystupoval v televizní soutěži Dancing with the Stars, kde spolu s Julianne Hough vyhrál v roce 2007 čtvrtou sérii, hrál v kanadském televizním filmu Tasmánští čerti (2013) s Danicou McKellarovou i v jednom dílu seriálu Hawaii 5-0.

## Osobní rekordy
- 500 m: 41,518
- 1000 m: 1:24,500
- 1500 m: 2:11,280
- 3000 m: 4:32,975